# Guillaume Coquillart
Guillaume Coquillart (* 1452; † 1510) war ein französischer Schriftsteller.

## Leben und Werk
Guillaume Coquillart studierte Rechtswissenschaft an der Sorbonne und wurde 1481 Rechtsanwalt. Von 1482 bis zu seinem Tod war er Domherr der Kathedrale von Reims. Seine satirische Dichtung in der Nachfolge von François Villon geißelte die Fehler des Rechtswesens und andere Missstände der Gesellschaft. Dabei zeigte er sich offen frauenfeindlich. Bekannte Werktitel sind: Plaidoyer touchant la Simple et la Rusée, Débat des dames et des armes, De la balle de foin, Du pays, Du gendarme (Sittengemälde der Soldateska). Einige seiner Werke ähneln einer modernen Stand-up-Comedy.

## Werke (Auswahl)
- Œuvres suivies d’œuvres attribuées à l’auteur. Hrsg. Michael John Freeman. Droz, Genf 1975, 2015.
- Les droitz nouveaulx. Hrsg. Maria Luisa Miranda. Bonacci, Rom 1988. (mittelfranzösisch und italienisch) (fiktive neue Rechtsordnung, satirisch gesehen)